# Завади (Серадзький повіт)
Завади (пол. Zawady) — село в Польщі, у гміні Блашки Серадзького повіту Лодзинського воєводства.
Населення — 178 осіб (2011).
У 1975—1998 роках село належало до Серадзького воєводства.

## Демографія
Демографічна структура станом на 31 березня 2011 року:
|          | Загалом | Допрацездатний вік | Працездатний вік | Постпрацездатний вік |
| -------- | ------- | ------------------ | ---------------- | -------------------- |
| Чоловіки | 92      | 20                 | 66               | 6                    |
| Жінки    | 86      | 18                 | 55               | 13                   |
| Разом    | 178     | 38                 | 121              | 19                   |